# У тієї Катерини
«У тіє́ї Катери́ни» — балада Тараса Шевченка, написана 1848 року, написана на острові Косарал.

## Історія написання
Твір датується за місцем автографа у «Малій книжці» серед творів 1848 року та часом зимівлі Аральської описової експедиції у 1848—1849 роках на Косаралі, орієнтовно: кінець вересня — грудень 1848 року.
Автограф, з якого баладу переписано до «Малої книжки», не відомий. До «Малої книжки» Шевченко заніс твір під № 38 у сьомому зшитку за 1848 рік орієнтовно наприкінці 1849-го на початку 1850 року (до арешту 23 квітня). При цьому він виправив описку — вставив слово у рядку 9, зробив правку в рядку 38. Згодом, найімовірніше у Новопетровському укріпленні, повернувшись до тексту, Шевченко олівцем у рядку 8 замінив ім'я одного з персонажів твору. У рядку 44 воно, очевидно за недоглядом, лишилося невиправленим. До «Більшої книжки» баладу не перенесено.

## Публікація
Першодрук у виданні: «Кобзарь Тараса Шевченка / Коштом Д. Е. Кожанчикова» (СПб., 1867 рік, стор. 221—223), зроблено за «Малою книжкою» з незначними відхиленнями в рядках 26 («сієї» замість «цієї»), 55 («се» замість «це»), 34, 65 («запорозці» замість «запорожці»). Усі зазначені відступи від автографа припущені вже в рукописному оригіналі для складання цього «Кобзаря». За «Кобзарем» 1867 року баладу «У тієї Катерини…» передруковано у виданні: «Поезії Тараса Шевченка» (Львів, 1867 рік, том 2, стор. 197—198) того ж року.

## Сюжет
Троє козаків (Семен Босий, Іван Голий, славний вдовиченко Іван Ярошенко) закохалися в Катерину, а вона їм сказала, що віддасть себе тому, хто зробить неможливе — визволить з османського полону її брата. Двоє з трьох загинули, намагаючись виконати умови договору, а третьому козаку вдалося врятувати брата. Проте врятований брат виявився зовсім не братом Катерини, а її коханим. За цю брехню вона поплатилася життям — двоє козаків не вибачили їй загибелі товаришів і відрубали їй голову.

## Мотиви
Тему й основні моменти сюжету балади запозичено Шевченком із народної пісні про тройзілля, поширеної в багатьох варіантах по всій Україні. Залишивши центральний мотив балади — покарання зрадливої дівчини — незмінним, поет замінив мотив здобуття тройзілля на мотив визволення козака з неволі, що ошляхетнило героїв, поглибило мотивацію їхніх вчинків, надало більшого драматизму змістові.

## Переклади
На німецьку мову баладу переклав Артур Маріан Бош (1914), на словацьку — Петер Белла, на польську — Марія Беньковська, на мордовську — О. Карасьов (опубліковано у журналі «Мокшень правда»).

## Інтерпретації та екранізації

### Художня література
Під впливом української народної думи і цього вірша Тараса Шевченка Петер Белла написав у 1877 році епічну поему «Анна Данилівна», за сюжетом дуже близьку до згаданого вірша Тараса Шевченка. Поему надруковано в журналі «Словацькі погляди» (1922, ч. 38, 1929, ч. 45).

### Музика
Балада покладена на музику. Зокрема, Гнат Хоткевич був одним із перших композиторів, які написали музику до твору.
Пісню виконують:
- пісня у виконанні Лариси Хоролець;
- пісня у виконанні Віктора Мішалова;
- Олексій Керекеша та гурт «Fata Morgana» виконують пісню «У тієї Катерини» в сучасній музичній інтерпретації.

### Живопис, монументальне мистецтво
За мотивами балади Євген Безніско створив монументальну композицію «У тієї Катерини».

### Театр
Неодноразово балада інсценізувалася:
- п'єса Никанора Онацького[4];
- інсценізація Якова Мамонтова (ставилася у театрі «Хочу»).

### Кіно
Український режисер Михайло Іллєнко заявив про свій намір зняти фільм за мотивами балади. Картина під назвою «Толока» вийшла у 2020 році.